# Querschlagen
In der Schifffahrt wird als Querschlagen eine Situation des Schiffes bezeichnet, in der sich der Schiffsrumpf quer zum Wind oder den Wellen befindet, ohne dass eine Absicht des Schiffsführers besteht.
Beim motorbetriebenen Schiff kann ein Ausfall der Maschine zu diesem Zustand führen. Bei einem Segelschiff kann sich beim Querschlagen eine stabile Fahrsituation einstellen, so dass ohne Segelmanöver keine Änderung der Schiffslage herbeigeführt werden kann.
Das Querschlagen kann bei einem Fehler des Rudergängers, einer sogenannten Patenthalse, aber auch einer sehr starken Welle vorkommen. Bei Starkwind oder Sturm besteht dann die Gefahr des Kenterns, weil eine nachfolgende Welle das Boot mit voller Wucht treffen kann. Auch beim Segeln hart am Wind kann eine leichte Winddrehung dazu führen, dass der Bug durch den Wind dreht (Sonnenschuss genannt) und das Fahrzeug am Ende querschlägt.